# Psephosauriscus
Genre
Psephosauriscus est un genre éteint de « reptiles » placodontes du Trias moyen découvert en Israël et en Égypte. Il est connu à partir de plaques osseuses provenant de sa carapace qui ont été trouvées au Makhtesh Ramon dans le désert de Néguev (Israël) et à Araif en Naqua sur la péninsule du Sinaï (Égypte). 
Le genre a été nommé en 2002 par Olivier Rieppel et comprend 4 espèces :
- P. mosis (espèce type), Brotzen, 1957
- P. ramonensis, Rieppel, 2002
- ? P. rhombifer, Haas, 1959
- P. sinaiticus, Haas, 1959

Toutes les espèces, à l'exception de P. ramonensis, ont été une fois affectées au genre Psephosaurus.